# Добренићи
Добренићи су насељено место у Карловачкој жупанији, у Хрватској. Административно припадају општини Генералски Стол.

## Становништво
На попису становништва 2011. године, Добренићи су имали 305 становника.
Према попису становништва из 2001. године, насеље је имало 359 становника у 117 породичних домаћинстава.
Кретање броја становника по пописима 1857—2001.
| година пописа  | 1857. | 1869. | 1880. | 1890. | 1900. | 1910. | 1921. | 1931. | 1948. | 1953. | 1961. | 1971. | 1981. | 1991. | 2001. |
| бр. становника | 391   | 259   | 299   | 297   | 334   | 318   | 287   | 356   | 390   | 375   | 417   | 436   | 421   | 383   | 359   |

- Напомена

Садржи податке за бивша насеља Јањач у 1857. те од 1890. до 1948. и Радочај-Село од 1890. до 1948.

## Попис 1991.
На попису становништва 1991. године, насељено место Добренићи је имало 383 становника, следећег националног састава:
| Попис 1991.‍ | Попис 1991.‍ | Попис 1991.‍ | Попис 1991.‍ | Попис 1991.‍ |
| ----------- | ----------- | ----------- | ----------- | ----------- |
|             |             |             |             |             |
| Хрвати      | Хрвати      |             | 369         | 96,34%      |
| Југословени | Југословени |             | 2           | 0,52%       |
| Срби        | Срби        |             | 2           | 0,52%       |
| Словенци    | Словенци    |             | 1           | 0,26%       |
| непознато   | непознато   |             | 9           | 2,34%       |
| укупно: 383 |             |             |             |             |